# Pat Healy (lutador)
Patrick Healy (Salem, 20 de Julho de 1983) é um lutador Americano de Artes marciais mistas, atualmente compete no Peso Leve, mas ficou mais conhecido por lutar no Strikeforce e no Ultimate Fighting Championship.

## Carreira no MMA

### World Extreme Cagefighting
Após acumular o cartel de 7–7, Healy entrou para o World Extreme Cagefighting. Healy fez sua estréia no WEC 15 contra Chris Lytle, perdeu por Decisão Dividida.
Healy não lutou nessa promoção durante quase um ano, porém retornou no WEC 19 contra Tiki Ghosn. A luta terminou após Ghosn lesionar seu ombro e Healy foi declarado vencedor.

### Ultimate Fighting Championship
Em 2006, Healy entrou no UFC para enfrentar o veterano do The Ultimate Fighter, Anthony Torres, no UFC Fight Night 6. Torres botou Healy para baixo e o controlou no chão antes de aplicar um mata-leão e terminar com a luta no meio do primeiro round.

### Maximum Fighting Championships
Quando Healy entrou para a promoção canadense, Maximum Fighting Championships, ele imediatamente foi nomeado o desafiante n°1 pelo Título Peso Meio Médio do MFC.
Ele enfrentou o campeão Ryan Ford no MFC 17 pelo Cinturão da categoria. Healy venceu a luta por Finalização no terceiro round. Sua primeira e única defesa de Cinturão foi um revanche contra o ex-Campeão Ryan Ford. Healy venceu novamente, dessa vez por Decisão Dividida. Healy abandonou seu título após assinar com o Strikeforce.

### Strikeforce
Healy fez sua estréia no Strikeforce em Maio de 2010 no Strikeforce Challengers: Lindland vs. Casey, derrotando o ex-peso pesado Bryan Travers por Decisão Unânime.
Healy enfrentou o ex-Campeão Peso Leve do Strikeforce Josh Thomson no Strikeforce: Fedor vs. Werdum. Healy perdeu a luta por Finalização no terceiro round.
Healy enfrentou o então invicto Lyle Beerbohm no Strikeforce Challengers: Beerbohm vs. Healy. Ele venceu a luta por Decisão Unânime, dando a Beerbohm sua primeira derrota no MMA.
No Strikeforce Challengers: Gurgel vs. Duarte, Healy enfrentou o estreante Eric Wisely, vencendo por Decisão Unânime.
No Strikeforce World Grand Prix: Barnett vs. Kharitonov, Healy substituiu o lesionado Josh Thomson, derrotando Maximo Blanco por Finalização no segundo round.
Healy enfrentou Caros Fodor no Strikeforce: Tate vs. Rousey e venceu por Finalização no terceiro round.
Healy enfrentou Mizuto Hirota no Strikeforce: Rockhold vs. Kennedy. Ele venceu por Decisão Unânime.
Ápós vencer cinco lutas em seguida, Healy teve sua chance pelo título contra Gilbert Melendez no Strikeforce: Melendez vs. Healy em 29 de Setembro de 2012. Porém, em 23 de Setembro foi anunciado que o evento foi cancelado devido à Melendez se retirar da luta devido à uma lesão.
A luta pelo Título contra Melendez foi remarcada para o evento final da promoção do Strikforce, Strikeforce: Marquardt vs. Saffiedine, em 12 de Janeiro de 2013. Porém novamente, Melendez saiu da luta alegando uma lesão. Healy continuou no card para enfrentar então Jorge Masvidal. Porém, em 22 de Dezembro, foi anunciado que Masvidal se retirou da luta devido à uma lesão. Em 2 de Janeiro, foi anunciado que Healy enfrentaria o invicto Kurt Holobaugh. Ele venceu por Decisão Unânime.

### Ultimate Fighting Championship
Healy fez sua re estréia Jim Miller em 27 de Abril de 2013 no UFC 159. Após perder o primeiro round e vencer o segundo, Healy finalizou Miller com um mata leão no terceiro round. Sua performance lhe rendeu os prêmios de Finalização da Noite e Luta da Noite. Porém, Healy foi pego no anti-doping e o resultado foi mudado para Sem Resultado.
Healy enfrentou invicto prospecto russo Khabib Nurmagomedov em 21 de Setembro de 2013 no UFC 165 e perdeu por decisão unânime.
Healy era esperado para enfrentar Jamie Varner em 14 de Dezembro de 2013 no UFC on Fox: Johnson vs. Benavidez II, porém, Varner se lesionou e ele enfrentou Bobby Green. Healy teve bons momentos durante os três rounds, mas foi controlado por uma movimentação inteligente em pé e provocação de Green e perdeu a luta por Decisão Unânime.
Healy enfrentou o também ex-Strikeforce Jorge Masvidal em 19 de Abril de 2014 no UFC on Fox: Werdum vs. Browne e por decisão unânime perdeu mais uma vez, sua terceira derrota seguida.
Healy recebeu uma nova chance no UFC, em 16 de Julho de 2014 no UFC Fight Night: Cerrone vs. Miller contra Gleison Tibau e foi derrotado por decisão unânime. Com a sequência de 5 derrotas seguidas, Healy foi liberado do Ultimate Fighting Championship.

### Retorno ao Titan FC
Em 23 de Dezembro de 2014, foi anunciado que Healy havia assinado um contrato para voltar a lutar no Titan Fighting Championship, e fez sua luta de retorno em 20 de Março de 2015 no Titan FC 33 contra Kurt Kinser. Ele venceu a luta por decisão dividida e faturou o título da organização.
Healy defendeu seu título contra Marcus Edwards em 18 de Julho de 2015 no Titan FC 34, ele venceu por nocaute técnico. Ele então enfrentou Rick Hawn em 19 de Setembro de 2015 no Titan FC 35 e foi derrotado por decisão dividida.

## Cartel no MMA
| Cartel no MMA   |             |             |
| 54 lutas        | 32 vitórias | 21 derrotas |
| Por nocaute     | 7           | 4           |
| Por finalização | 15          | 6           |
| Por decisão     | 10          | 11          |
| No contest      | 1           | 1           |

| Res.    | Cartel    | Oponente            | Método                           | Evento                                      | Data       | Round | Tempo | Local                     | Notas                                                       |
| ------- | --------- | ------------------- | -------------------------------- | ------------------------------------------- | ---------- | ----- | ----- | ------------------------- | ----------------------------------------------------------- |
| Derrota | 32-11 (1) | Rick Hawn           | Decisão (dividida)               | Titan FC 35                                 | 19/09/2015 | 5     | 5:00  | Ridgefield, Washington    | Perdeu o Título Peso Leve do Titan FC.                      |
| Vitória | 32-20 (1) | Marcus Edwards      | TKO (socos)                      | Titan FC 34                                 | 18/07/2015 | 2     | 3:17  | Kansas City, Kansas       | Defendeu o Título Peso Leve do Titan FC.                    |
| Vitória | 31-20 (1) | Kurt Kinser         | Decisão (dividida)               | Titan FC 33                                 | 20/03/2015 | 5     | 5:00  | Mobile, Alabama           | Ganhou o Título Peso Leve do Titan FC.                      |
| Vitória | 30-20 (1) | Ricardo Tirloni     | Decisão (dividida)               | Arena Tour 4: Healy vs. Tirloni             | 20/12/2014 | 3     | 5:00  | Buenos Aires              |                                                             |
| Derrota | 29-20 (1) | Gleison Tibau       | Decisão (unânime)                | UFC Fight Night: Cerrone vs. Miller         | 16/07/2014 | 3     | 5:00  | Atlantic City, New Jersey |                                                             |
| Derrota | 29-19 (1) | Jorge Masvidal      | Decisão (unânime)                | UFC on Fox: Werdum vs. Browne               | 19/04/2014 | 3     | 5:00  | Orlando, Florida          |                                                             |
| Derrota | 29-18 (1) | Bobby Green         | Decisão (unânime)                | UFC on Fox: Johnson vs. Benavidez II        | 14/12/2013 | 3     | 5:00  | Sacramento, California    |                                                             |
| Derrota | 29-17 (1) | Khabib Nurmagomedov | Decisão (unânime)                | UFC 165: Jones vs. Gustafsson               | 21/09/2013 | 3     | 5:00  | Toronto, Ontario          |                                                             |
| NC      | 29-16 (1) | Jim Miller          | Sem Resultado (resultado mudado) | UFC 159: Jones vs. Sonnen                   | 27/04/2013 | 3     | 4:02  | Newark, New Jersey        | Healy havia vencido, mas foi pego no doping; Luta da Noite. |
| Vitória | 29–16     | Kurt Holobaugh      | Decisão (unânime)                | Strikeforce: Marquardt vs. Saffiedine       | 12/01/2013 | 3     | 5:00  | Oklahoma City, Oklahoma   |                                                             |
| Vitória | 28–16     | Mizuto Hirota       | Decisão (unânime)                | Strikeforce: Rockhold vs. Kennedy           | 14/07/2012 | 3     | 5:00  | Portland, Oregon          |                                                             |
| Vitória | 27–16     | Caros Fodor         | Finalização (triângulo de braço) | Strikeforce: Tate vs. Rousey                | 03/03/2012 | 3     | 3:35  | Columbus, Ohio            |                                                             |
| Vitória | 26–16     | Maximo Blanco       | Finalização (mata leão)          | Strikeforce: Barnett vs. Kharitonov         | 10/09/2011 | 2     | 4:27  | Cincinnati, Ohio          |                                                             |
| Vitória | 25–16     | Eric Wisely         | Decisão (unânime)                | Strikeforce Challengers: Gurgel vs. Duarte  | 12/08/2011 | 3     | 5:00  | Las Vegas, Nevada         |                                                             |
| Vitória | 24–16     | Lyle Beerbohm       | Decisão (unânime)                | Strikeforce Challengers: Beerbohm vs. Healy | 18/02/2011 | 3     | 5:00  | Cedar Park, Texas         |                                                             |
| Derrota | 23–16     | Josh Thomson        | Finalização (mata leão)          | Strikeforce: Fedor vs. Werdum               | 26/06/2010 | 3     | 4:27  | San Jose, California      |                                                             |
| Vitória | 23–15     | Bryan Travers       | Decisão (unânime)                | Strikeforce Challengers: Lindland vs. Casey | 21/05/2010 | 3     | 5:00  | Portland, Oregon          |                                                             |
| Vitória | 22–15     | Sidney Silva        | TKO (joelhada no corpo)          | W-1 MMA: Bad Blood                          | 20/03/2010 | 2     | 2:33  | Montreal, Quebec          | Desceu para os Leves                                        |
| Vitória | 21–15     | Sal Woods           | Finalização (brabo choke)        | TTP: Warriors Collide                       | 03/10/2009 | 1     | 4:31  | Glen Carbon, Illinois     |                                                             |
| Derrota | 20–15     | TJ Waldburger       | Decisão (unânime)                | Shark Fights 6                              | 12/09/2009 | 3     | 5:00  | Amarillo, Texas           | Pelo Título Peso Meio Médio do Shark Fights                 |
| Vitória | 20–14     | Ryan Ford           | Decisão (dividida)               | MFC 20                                      | 20/02/2009 | 5     | 5:00  | Enoch, Alberta            | Defendeu o Título Meio Médio do MFC                         |
| Vitória | 19–14     | Ryan Ford           | Finalização (chave de braço)     | MFC 17                                      | 25/07/2008 | 3     | 3:00  | Edmonton, Alberta         | Venceu o Título Meio Médio do MFC                           |
| Derrota | 18–14     | Jake Ellenberger    | Decisão (unânime)                | IFL: Las Vegas                              | 29/02/2008 | 3     | 4:00  | Las Vegas, Nevada         |                                                             |
| Vitória | 18–13     | Mike Guymon         | Decisão (dividida)               | IFL: Las Vegas                              | 26/06/2007 | 3     | 4:00  | Las Vegas, Nevada         |                                                             |
| Derrota | 17–13     | Rory Markham        | Nocaute (socos)                  | IFL: Moline                                 | 07/04/2007 | 3     | 1:47  | Moline, Illinois          |                                                             |
| Vitória | 17–12     | Ray Steinbeiss      | Decisão (unânime)                | IFL: Oakland                                | 19/01/2007 | 3     | 4:00  | Oakland, California       |                                                             |
| Vitória | 16–12     | Tim Stout           | Finalização                      | Wild Bill's: Fight Night 5                  | 17/11/2006 | 1     | 2:10  | Duluth, Georgia           |                                                             |
| Derrota | 15–12     | Anthony Torres      | Finalização (mata leão)          | UFC Fight Night 6                           | 17/08/2006 | 1     | 2:37  | Las Vegas, Nevada         |                                                             |
| Vitória | 15–11     | Carlos Condit       | Finalização (mata leão)          | Extreme Wars 3: Bay Area Brawl              | 03/06/2006 | 3     | 2:53  | Oakland, California       |                                                             |
| Vitória | 14–11     | Steve Schneider     | Finalização (mata leão)          | TFC 3: Red River Rumble                     | 20/05/2006 | 1     | 3:54  | Durant, Oklahoma          |                                                             |
| Vitória | 13–11     | Brandon Melendez    | Finalização (mata leão)          | SF 15: Tribute                              | 08/04/2006 | 2     | 2:56  | Oregon                    |                                                             |
| Vitória | 12–11     | Tiki Ghosn          | TKO (lesão no ombro)             | WEC 19: Undisputed                          | 17/03/2006 | 3     | 0:25  | Lemoore, California       |                                                             |
| Derrota | 11–11     | Chris Wilson        | Nocaute (joelhada)               | SF 14: Resolution                           | 06/01/2006 | 1     | 1:28  | Portland, Oregon          |                                                             |
| Derrota | 11–10     | Carlo Prater        | Finalização (triângulo de braço) | Euphoria: USA vs. Japan                     | 05/11/2005 | 2     | 3:57  | Atlantic City, New Jersey |                                                             |
| Vitória | 11–9      | Curt McKinnon       | Finalização (guilhotina)         | KOTC: Firestorm                             | 24/09/2005 | 1     | 2:01  | Calgary, Alberta          |                                                             |
| Vitória | 10–9      | Eddy Ellis          | TKO (socos)                      | SF 12: Breakout                             | 16/09/2005 | 1     | 4:40  | Portland, Oregon          |                                                             |
| Derrota | 9–9       | Jay Hieron          | Decisão (unânime)                | IFC: Rock N' Rumble                         | 30/07/2005 | 3     | 5:00  | Reno, Nevada              |                                                             |
| Vitória | 9–8       | Paul Daley          | Finalização (guilhotina)         | SF 11: Rumble at the Rose Garden            | 09/07/2005 | 2     | 3:15  | Portland, Oregon          |                                                             |
| Vitória | 8–8       | Shane Wessels       | Finalização (chave de braço)     | IFC: Michigan                               | 16/06/2005 | N/A   | N/A   | Michigan                  |                                                             |
| Derrota | 7–8       | Chris Lytle         | Decisão (dividida)               | WEC 15: Judgment Day                        | 19/05/2005 | 3     | 5:00  | Lemoore, California       |                                                             |
| Derrota | 7–7       | Dustin Denes        | Decisão (unânime)                | Absolute Fighting Championships 12          | 30/04/2005 | 3     | 5:00  | Fort Lauderdale, Florida  |                                                             |
| Vitória | 7–6       | Mike Wunderlich     | Finalização (mata leão)          | IFC: Warriors Challenge 19                  | 26/03/2005 | 1     | N/A   | Sault Ste Marie, Michigan |                                                             |
| Derrota | 6–6       | Francisco Soares    | Finalização (chave de calcanhar) | Freestyle Combat Challenge 18               | 05/03/2005 | 1     | N/A   | Racine, Wisconsin         |                                                             |
| Vitória | 6–5       | Dan Hardy           | Finalização (guilhotina)         | Absolute Fighting Championships 10          | 30/10/2004 | 1     | 3:50  | Fort Lauderdale, Florida  |                                                             |
| Derrota | 5–5       | Dave Strasser       | Decisão (unânime)                | Madtown Throwdown 1                         | 21/08/2004 | 3     | 5:00  | Madison, Wisconsin        |                                                             |
| Vitória | 5–4       | Dan Hart            | Finalização (mata leão)          | Freestyle Combat Challenge 15               | 12/06/2004 | 1     | 2:44  | Racine, Wisconsin         |                                                             |
| Derrota | 4–4       | Derrick Noble       | Finalização (guilhotina)         | HOOKnSHOOT: Boot Camp 1.1                   | 08/03/2003 | 2     | N/A   | Evansville, Indiana       |                                                             |
| Vitória | 4–3       | Richard Johnston    | TKO (socos)                      | Ultimate Ring Challenge 3                   | 04/01/2003 | 2     | 2:20  | Kelso, Washington         |                                                             |
| Derrota | 3–3       | Brad Blackburn      | Nocaute (socos)                  | Rumble in the Ring 8                        | 16/11/2002 | 1     | 0:39  | Auburn, Washington        |                                                             |
| Derrota | 3–2       | Denis Kang          | Finalização (guilhotina)         | Rumble in the Ring 7                        | 20/07/2002 | 1     | 3:42  | Auburn, Washington        |                                                             |
| Vitória | 3–1       | Rich Guerin         | TKO (socos)                      | FCFF: Throwdown on the Fairground 1         | 01/06/2002 | N/A   | N/A   | Prineville, Oregon        |                                                             |
| Vitória | 2–1       | Sherk Julian        | TKO (socos)                      | FCFF: Throwdown on the Fairground 1         | 01/06/2002 | N/A   | N/A   | Prineville, Oregon        |                                                             |
| Vitória | 1–1       | Eddie Evans         | Finalização (mata leão)          | FCFF: Rumble at the Roseland 3              | 11/05/2002 | N/A   | N/A   | Oregon                    |                                                             |
| Derrota | 0–1       | Brad Blackburn      | Nocaute (soco)                   | PPKA: Muckelshoot                           | 25/08/2001 | 1     | 0:39  | Auburn, Washington        |                                                             |